# Assen Karaslawow
Assen Karaslawow (bulgarisch Асен Караславов; * 8. Juni 1980 in Assenowgrad, offizielle FIFA-Transkription aus dem Kyrillischen: Asen Karaslavov) ist ein ehemaliger bulgarischer Fußballspieler. Er bestritt insgesamt 267 Spiele in der bulgarischen A Grupa und der deutschen 2. Bundesliga.

## Karriere

### Verein
Der bulgarische Nationalspieler begann seine Karriere bei Botew Plowdiw in Bulgarien. In der Saison 2000/01 entließ die Mannschaft 14 Spieler (darunter auch Karaslawow), verlor 12 Spiele in Folge und stieg erstmals seit 1953 wieder in die zweite bulgarische Liga ab. Karaslawow kam beim Ligakonkurrenten und siebenmaligen bulgarischen Meister Slawia Sofia unter, wo er in sechs Jahren 140 Spiele bestritt. Von Juli 2007 bis Juni 2012 spielte er für die SpVgg Greuther Fürth in Deutschlands 2. Fußball-Bundesliga. Zur Saison 2012/13 wechselte er zurück in seine Heimat zu Botew Plowdiw.

### Nationalmannschaft
In der bulgarischen Nationalmannschaft hat Karaslawow bisher zehn Spiele absolviert, zuletzt im Frühjahr 2006. Seit Beginn der EM-Qualifikation im September 2006 gehörte er aber nicht mehr zum Aufgebot.

## Erfolge
- Aufstieg in die Bundesliga: 2012